# Gudernes Yndling
Gudernes Yndling er en film instrueret af Holger-Madsen.